# اسلینزویل (ویرجینیای غربی)
اسلینزویل (به انگلیسی: Slanesville) یک منطقهٔ مسکونی در ایالات متحده آمریکا است که در شهرستان همپشر، ویرجینیای غربی واقع شده‌است. اسلینزویل ۳۶۰ متر بالاتر از سطح دریا واقع شده‌است.